# Rubus exarmatus
Rubus exarmatus är en rosväxtart som beskrevs av Heinrich E. Weber och W.Jansen. Rubus exarmatus ingår i släktet rubusar, och familjen rosväxter. Inga underarter finns listade i Catalogue of Life.